# Ghindari (okręg Marusza)
Ghindari (węg. Makfalva) – wieś w Rumunii, w okręgu Marusza, w gminie Ghindari. W 2011 roku liczyła 1577 mieszkańców.